# Ренненкампф, Антон Александрович
Антон Александрович Ренненкампф (нем. Otto Magnus Edler von Rennenkampff; 1801—1874) — генерал-майор, командир Бугского уланского полка.

## Биография
Родился в 1801 году, начал службу в лейб-гвардии Драгунском полку, в котором 29 января 1819 года был произведён из портупей-юнкеров в прапорщики.
1 января 1834 года был произведён в капитаны, 28 января 1838 года -  в полковники, а 29 июля 1845 года назначен командиром Уланского Принца Александра Гессенского полка. 4 января 1846 года уволен от службы «за болезнью» с производством в генерал-майоры, с мундиром и пенсионом двух третей жалованья. 24 февраля 1847 года вновь определён на службу прежним полковничьим чином, с назначением состоять по запасным войскам.
В 1848 году Ренненкампф был произведён в генерал-майоры и назначен командиром 1-й бригады 3-й лёгкой кавалерийской дивизии, во главе которой принял участие в Венгерском походе 1849 года. 28 ноября за отличия против венгров он был награждён орденом св. Георгия 4-й степени (№ 8331 по кавалерскому списку Григоровича — Степанова).
Во время Крымской войны он находился в составе войск, назначенных для прикрытия австрийской границы и в боевых действиях участия не принимал.
В 1855 году вышел в запас армейской кавалерии, а 12 февраля 1856 года совсем уволился от службы и поселился в Санкт-Петербурге, где и умер в начале августа 1874 года.

## Награды
Российской империи:
- Орден Святой Анны 2-й степени (1843)[1]
- Знак отличия за XXV лет беспорочной службы (1845)[1]
- Орден Святого Георгия 4-й степени (1849)[1]
- Орден Святого Владимира 3-й степени (1849)[1]
- Орден Святого Станислава 1-й степени (1851)[1]
- Знак отличия за XXX лет беспорочной службы (1852)[2]

Иностранных государств:
- Австрийский императорский орден Леопольда командорский крест (1850, Австрийская империя)[1]
- Орден Красного орла 2-й степени (1851, королевство Пруссия)[1]